# North Platte
North Platte é uma cidade localizada no estado americano de Nebraska, no Condado de Lincoln. North Platte hospeda o maior terminal ferroviário de cargas do mundo, pertencente à Union Pacific Railroad. Somente ali são 315 milhas (507 km) de trilhos em uma área de 2.850 acres (11,5 km2 aproximadamente).

## Demografia
Segundo o censo americano de 2000, a sua população era de 23.878 habitantes.
Em 2006, foi estimada uma população de 24.386, um aumento de 508 (2.1%).

## Geografia
De acordo com o United States Census Bureau, a localidade tem uma área de 27,4 km², dos quais 27,1 km² cobertos por terra e 0,3 km² cobertos por água.

## Localidades na vizinhança
O diagrama seguinte representa as localidades num raio de 36 km ao redor de North Platte.